# Christine Delphy

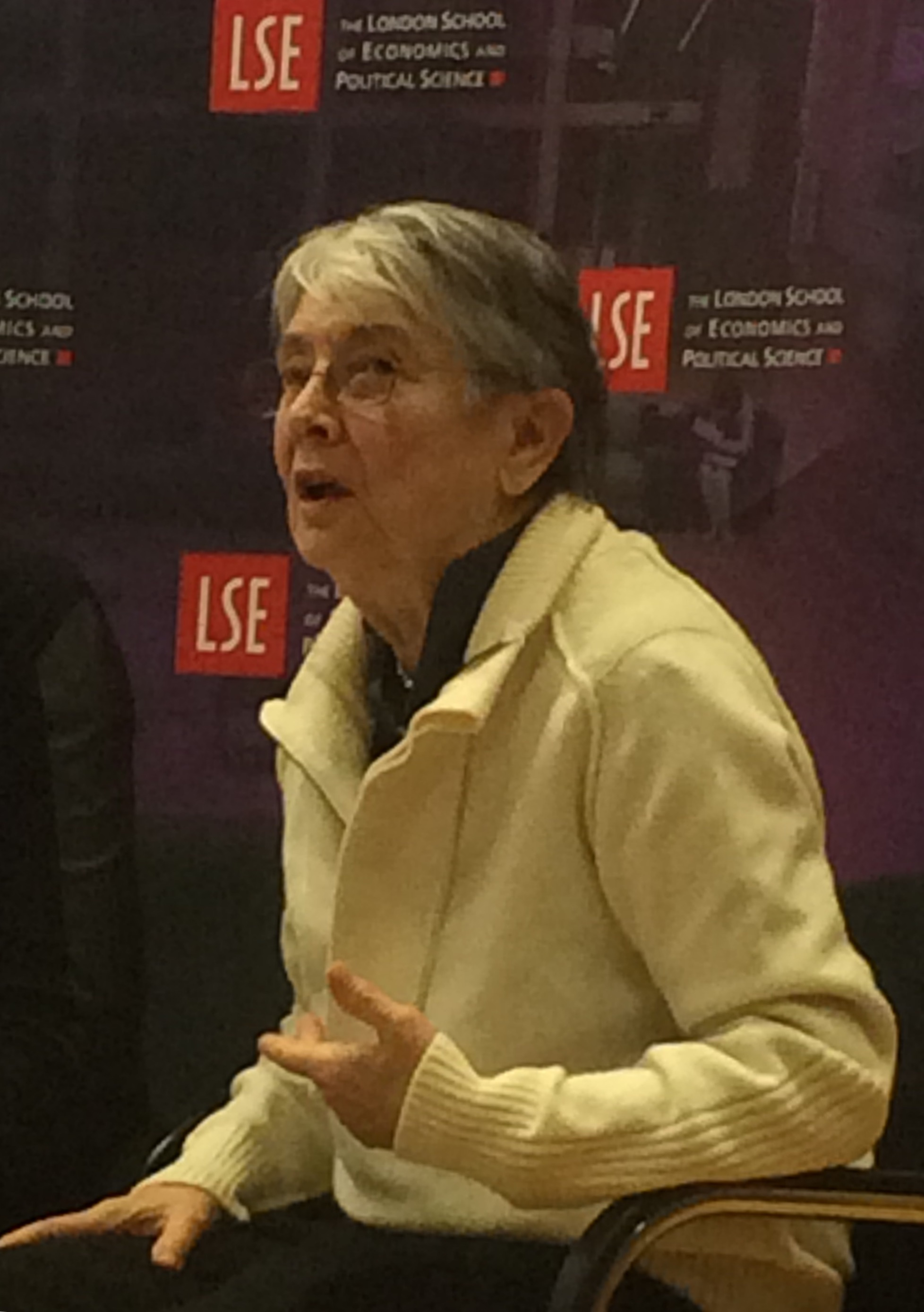
Christine Delphy (2016)

Christine Delphy (geboren am 9. Dezember 1941 in Paris) ist eine französische Soziologin und Theoretikerin des Feminismus. Sie gilt als eine der prominentesten Aktivistinnen der französischen Frauenbewegung seit den 1968er Jahren.

## Leben und Werk

### Werdegang
Christine Delphy wurde in ein liberales, mittelständisches Milieu im 14. Arrondissement (Paris) geboren. Nachdem ihre Eltern, die beide Pharmazeuten waren, eine Apotheke in Ménilmontant gekauft hatten, deren Wohnung nur mangelhaft ausgestattet war, wurde Christine Delphy mit ihrer drei Jahre jüngeren Schwester Françoise zu den Großeltern mütterlicherseits gegeben, wo sie bis zum Tode der Großmutter aufwuchs. Nach ihrem Abitur 1958 studierte sie Soziologie an der Sorbonne in Paris und erhielt 1961 ihr Diplom. Mit einer Zulassung zur Promotion setzte sie ihr Studium in den USA an den Universitäten von Chicago und Berkeley fort. 1964 verließ sie die Universität, um sich in der amerikanischen Bürgerrechtsbewegung zu engagieren. Mit einem Stipendium der „Stiftung Eleanor Roosevelt“ arbeitete sie in Washington für die National Urban League. Im Jahr 1965 kehrte sie nach Paris zurück. Sie fand 1966 eine Anstellung als Soziologin am staatlichen Forschungszentrum Centre national de la recherche scientifique. Ihre Promotion schloss sie 1998 an der Université du Québec à Montréal ab.

### Politisches Wirken
In den USA war ihr deutlich geworden, dass in den aktuell diskutierten Gesellschaftsutopien die Ungleichheit zwischen Männern und Frauen nicht betrachtet wurde, was auch in der entstehenden Pariser 68er-Bewegung überwog, und sie begann sich in Frankreich frauenpolitisch zu engagieren. Im Jahr 1968 war sie eine der ersten Aktivistinnen des „Mouvement de libération des femmes“ (MLF, deutsch: Bewegung zur Befreiung der Frauen), der Ausgangspunkt einer breiten Bewegung wurde. Im August 1970 gehörte sie zu den Organisatorinnen einer feministischen Solidaritätsdemonstration für streikende Frauen in den USA, zu der sie „alle Frauen“ aufrief. Sie nahm eine führende Rolle in der Bewegung zur Reform der Gesetzgebung zum Schwangerschaftsabbruch ein.
Christine Delphy lebt offen lesbisch. Nach dem Slogan von Robin Morgan „Sisterhood is powerful“ sollte die neue Form der Beziehung zwischen Frauen in der feministischen Bewegung die „sonorité“ (dt.: Schwesternschaft) sein. Lesben waren noch Anfang der 1970er Jahre kaum sichtbar. Mit Monique Wittig und anderen schloss sich Delphy 1971 in der Gruppe „Gouines rouges“ (Rote Lesben) zusammen, mit der sich erstmals in der französischen Frauenbewegung Lesben organisierten. Die Gruppe löste sich 1973 zwar wieder auf, ihre Radikalität war in Diskussionen und Publikationen weiterhin präsent.
Zusammen mit Simone de Beauvoir und anderen gründete Delphy 1977 die erste Zeitschrift in Frankreich, die sich unter dem Titel „Questions Féministes“ wissenschaftlich mit Feminismus beschäftigte. Über die Frage der richtigen Strategie der Frauenbefreiung kam es drei Jahre später zum Bruch und zur Auflösung. Mit dem Titel „Nouvelles Questions féministes“ wurde die Herausgabe ab 1981 fortgesetzt. Seit 2001 leitet Christine Delphy mit Patricia Roux, Geschlechterforscherin an der Universität Lausanne, die Redaktion.
Delphy gehört zu den wichtigsten Denkerinnen gegen Rassismus und Fremdenfeindlichkeit in Frankreich. Im Dezember 2003 erschien in Le Monde mit einer Petition ihr Artikel „Un voile sur les discriminations“, in dem sie gegen das Verschleierungsverbot in Schulen protestierte und argumentierte, dass Feminismus für rassistische Zwecke instrumentalisiert werde. Damit initiierte sie die 2004 gegründete Gruppe „Collectif féministes pour l’égalité“ (Kollektiv Feministinnen für Gleichheit).

### Theorie
Mit ihren ersten Studien unternahm Christine Delphy eine Kritik der marxistischen Sicht auf die Familie. Unter Pseudonym veröffentlichte sie 1970 den Artikel L'ennemi principal (dt.: Der Hauptfeind). Er enthält laut Ute Gerhard „entsprechend der starken intellektuellen Prägung der französischen Feministinnen und ihrer revolutionären Rhetorik eine scharfsinnige Abrechnung mit der antikapitalistischen Linken“. Nach Delphys Analyse ist Hausarbeit, womit sie alle häuslichen Tätigkeiten meint, nicht ein Nebenprodukt des Kapitalismus, sondern eine eigene Produktionsweise, die auf der Ausbeutung der Frau im Haus beruht. Marx und Engels hätten die geschlechtliche Arbeitsteilung naturalisiert und die spezielle Entmachtung der Frau unsichtbar gemacht, indem sie ihren Status mit der Klassenzugehörigkeit des Ehemanns gleichgesetzt haben. Delphy schlug vor, Frauen sollten sich selbst als Klasse konstituieren, die sich mehr durch die häusliche Arbeit als die Arbeit für den Markt definiert. Delphy eignete sich die Kategorien der marxistischen Gesellschaftsanalyse für feministische Zwecke an. Ihre 1970 entworfene These entwickelte sie in über zwanzig Jahren zu einer Theorie der politischen Ökonomie des Patriarchats. Mit Annette Kuhn in Deutschland und Anne-Marie Wolpe in Großbritannien gehörte sie zu den Theoretikerinnen, die den Begriff „materialistischer Feminismus“ prägten anstelle von „marxistischer Feminismus“.
Delphy wandte sich gegen einen essentialistischen Begriff von Geschlecht, wie er im Differenzfeminismus unter anderem von der von Antoinette Fouque begründeten Gruppe Psychanalyse et Politique (Psychoanalyse und Politik) gedacht wurde. Delphy wird in der Nachfolge von Simone de Beauvoir dem sozialwissenschaftlich fundierten Egalitätsfeminismus zugeordnet. Ihre materialistische Perspektive trug in der Frauenbewegung wie im akademischen Feminismus zu den Debatten über Haus- und Familienarbeit, Patriarchat und sexuelle Identität bei.

## Dokumentarfilm über Christine Delphy
- Je ne suis pas féministe, mais… , Filmporträt von Florence und Sylvie Tissot, Paris 2015 (52 Min., französisch mit englischen Untertiteln)